# Привод постоянных оборотов
Привод постоянных оборотов (ППО), также привод постоянной частоты вращения (ППЧВ), англ. CSD (constant speed drive) — гидромеханическое либо пневмомеханическое устройство, применяемое для привода генератора переменного тока, требующего постоянной частоты вращения, от двигателя с переменными оборотами (обычно газотурбинного). Используется главным образом на самолётах разработки 1960 - 1990 гг, так как в это время стала широко внедряться основная сеть переменного тока, но не существовало мощной и надёжной силовой электроники, позволяющей получить напряжение стабильной частоты без стабилизации оборотов генератора.
В основе ППО лежит, как правило, планетарный редуктор, водило которого приводится от вала двигателя, солнечная шестерня — от докручивающего устройства (гидромашины, гидравлической или воздушной турбины), а от кожуха приводится генератор. На малых оборотах двигателя докручивающее устройство вращается в прямом направлении и его обороты складываются с оборотами двигателя, обеспечивая стабильные обороты генератора. По мере роста оборотов двигателя система автоматического управления снижает обороты докручивающего устройства вплоть до его полной остановки, поддерживая обороты генератора, а в некоторых ППО докручивающее устройство при высоких оборотах двигателя может для расширения диапазона регулирования переходить на обратное вращение — его обороты при этом вычитаются из оборотов двигателя.
Привод постоянных оборотов ППО-40, используемый для привода генератора ГТ40ПЧ6 самолёта Ту-154 и некоторых других — воздушный. Водило редуктора приводится от ротора высокого давления двигателя, солнечная шестерня — от воздушной турбины, воздух к которой подаётся от компрессора двигателя через пусковую и регулирующую заслонки. По мере роста оборотов двигателя с малого газа (53 %) до 0,6 номинального режима (81 %) центробежный регулятор закрывает регулирующую заслонку, пока обороты турбины не упадут до нуля. При дальнейшем росте оборотов ГТД заслонка закрывается полностью и турбина за счёт момента, возникающего в редукторе за счёт передачи мощности от ГТД на генератор, начинает вращаться в обратную сторону, работая как поглотитель энергии.
Если момента на солнечной шестерне не хватает для раскрутки турбины до оборотов, обеспечивающих удержание оборотов генератора (например, при малой нагрузке генератора), то исполнительный механизм регулятора продолжает движение и открывает клапан подачи воздуха к сегнерову колесу. Это колесо установлено на одном валу с турбиной, представляет собой четыре трубки, концы которых загнуты в сторону прямого вращения турбины, воздух к нему подаётся через ступицу. Воздух, вырываясь из сопел сегнерова колеса, создаёт реактивный момент, раскручивающий вал турбины в обратную сторону, что позволяет удерживать требуемые обороты генератора (6000 мин-1) вплоть до взлётных оборотов двигателя (98,5 %) при любых нагрузках генератора.
В 70-х годах в Советском Союзе была создана серия гидравлических привод-генераторов ГП, объединяющих в одном агрегате гидравлический ППО и генератор переменного тока, имеющие общую гидросистему. В серию входят:
- ГП-20 с генератором СГК-11/1,5КИС, применялся в частности на самолётах типа МиГ-25;
- ГП-21 мощностью 30 кВА (устанавливается на двигатель Д-36 самолётов Ан-72, Ан-74, Ан-148, Як-42 и на двигатели АЛ-31Ф, РД-33 самолётов Су-27, МиГ-29 соответственно);
- ГП-22 мощностью 120 кВА (устанавливается на двигатель НК-32 самолёта Ту-160).
- ГП-23 мощностью 60 кВА (устанавливается на двигатель ПС-90 самолёта Ил-96, на двигатель Д-18Т самолёта Ан-124[1] и на двигатель НК-25 самолёта Ту-22М3);
- ГП-26 мощностью 90 кВА (устанавливается на двигатель ПС-90 самолёта Ту-204[2]);

ГП надёжнее и удобнее в эксплуатации, нежели старые ППО, выполненные раздельно с генераторами, как правило, воздушного охлаждения. Как и у ППО-40, у ГП дифференциал (планетарный редуктор) в зависимости от оборотов двигателя может работать в режимах ускоряющей, прямой или понижающей передачи. Корпус дифференциала приводится через пару гидравлически соединённых напрямую аксиально-плунжерных гидромашин с наклонной шайбой (ГМ1 и ГМ2), из которых у ГМ1 наклон шайбы регулируется центробежным регулятором.
При малых оборотах авиадвигателя наклон шайб машин противоположный, ГМ1 работает в режиме насоса, ГМ2 — в режиме мотора с направлением вращения, противоположным вращению ГМ1, и вращает одно из колёс дифференциала против вращения входного вала ГП, увеличивая обороты генератора. При определённых оборотах входного вала наклон шайбы ГМ1 (угол α) становится нулевым, а при дальнейшем росте оборотов регулятор наклоняет шайбу ГМ1 в сторону наклона шайбы ГМ2, при этом ГМ2 переходит в насосный режим и потребляет энергию, позволяя колесу дифференциала вращаться в сторону вращения вала привода и уменьшать обороты генератора. ГМ1 при этом работает в моторном режиме.
Аналогичные агрегаты созданы и за рубежом, по-английски они называются IDG — integrated drive generator, интегральный генератор-привод. Например, IDG установлены на двигателях самолёта A320, охлаждается он подкачиваемым к двигателю топливом, после охлаждения IDG топливо сбрасывается в концевую часть крыла, тем самым находящееся в крыльевых кессон-баках топливо подогревается, чем исключается выпадение кристаллов льда.
Так как ППО приводится от двигателя, но работает в системе электроснабжения, то работы с ним выполняются специалистами разных направлений: снятие, установку, обслуживание выполняют авиатехники по СД, а подключение и отключение при снятии/установке, проверки ППО при работающем двигателе выполняют специалисты по АиРЭО.